# 히와사역
히와사역(일본어: 日和佐駅 ひわさえき[*])은 일본 도쿠시마현 가이후군 미나미정에 위치한 시코쿠 여객철도 무기 선의 철도역이다. 역 번호는 M21이며, 상대식 승강장 2면 2선의 구조를 갖춘 지상역이다.

## 타는 곳
| 1 | ■ 무기 선 | 하행 | 무기 · 가이후 방면                      |
| 2 | ■ 무기 선 | 상행 | 아난 · 미나미코마쓰시마 · 도쿠시마 방면 |

## 이용 현황
| 연도     | 이용 인원 | 연도     | 이용 인원 |
| 1995년도 | 581       | 2003년도 | 344       |
| 1996년도 | 561       | 2004년도 | 306       |
| 1997년도 | 549       | 2005년도 | 287       |
| 1998년도 | 527       | 2006년도 | 265       |
| 1999년도 | 521       | 2007년도 | 249       |
| 2000년도 | 460       | 2008년도 | 210       |
| 2001년도 | 391       | 2009년도 | 194       |
| 2002년도 | 369       | 2010년도 | 175       |
| -------- | --------- | -------- | --------- |

## 역 주변
- 국도 제55호선
- 미나미 정청
- 도쿠시마 현 남부 종합 현민국 미나미 청사
- 오하마 해안

## 인접 역
| 시코쿠 여객철도 무기 선       | 시코쿠 여객철도 무기 선 | 시코쿠 여객철도 무기 선     |
| ----------------------------- | ----------------------- | --------------------------- |
| M 18 유키 도쿠시마 방면       | 특급 '무로토'           | 무기 M 24 가이후 방면       |
| M 20 기타가와치 도쿠시마 방면 | 보통                    | 야마가와치 M 22 가이후 방면 |